# جوزيف بيرنت
جوزيف بيرنت (بالإنجليزية: Joseph Burnett)‏ هو مدرس أمريكي، ولد في 1820، وتوفي في 1894.